# Albert Gau
Albert Gau (* 10. Juli 1910 in Conques-sur-Orbiel, Département Aude; † 14. Mai 1993 in Bram) war ein französischer Politiker. Von 1945 bis 1955 war er Abgeordneter der Nationalversammlung.
Gau beteiligte sich als junger Mann in Südfrankreich an der Résistance gegen das Vichy-Regime. Er half beim Verstecken und bei der Flucht von Juden aus Frankreich – gegen den Widerstand seiner Vorgesetzten in der Kirche. Er fälschte Dokumente und rettete so Juden. Für seine Verdienste wurde er später vom Staat Israel als Gerechter unter den Völkern ausgezeichnet. Beruflich war Gau zuerst als Journalist tätig und engagierte sich stark im Rahmen kirchlicher Arbeit.
Nach Kriegsende entschied er sich für den Gang in die Politik, wo er, seiner christlichen Gesinnung entsprechend, dem Mouvement républicain populaire angehörte. Für dieses schaffte er im Oktober 1945 den Einzug in die verfassungsgebende Nationalversammlung, als deren Mitglied er im Juni 1946 wiedergewählt wurde. Bei den ersten regulären Parlamentswahlen im Oktober 1946 wurde er ebenfalls bestätigt. 1951 stellte er sich erneut zur Wahl, war aber auf die Unterstützung der SFIO und der PRS angewiesen, um den gaullistischen Kandidaten zu schlagen. Bei den folgenden Wahlen im Januar 1956 gelang eine weitere Verlängerung seines Mandats nicht. Danach bewarb sich der 1993 verstorbene Gau kein weiteres Mal um einen Sitz im Parlament.